# Рихард Нојтра
Рихард Јозеф Нојтра (Беч, 8. април 1892 — Вупертал, 16. април 1970) је био значајан аустријско-амерички архитект, пре свега активан у јужној Калифорнији у САД, а важи за једног од најзначајнијих представника модерне архитектуре.

## Живот и дело
Рихард Нојтра студирао је на Високој техничкој школи у Бечу као ђак Адолф Лоса и био је под утицајем Ото Вагнера. Године 1917. дипломирао је на овој школи и отишао у Берлин где је сарађивао са архитектом Ерих Менделсоном. На свом првом већем путовању у иностранство које је предузео са млађим сином Зигмунд Фројда упознао је жену свога живота, певачицу Целестин Дион Нидерман. Био је фасциниран архитектуром у САД а нарочито делима Френка Лојда Рајта и одлучио је се пресели у САД.
Прво је отишао у Чикаго, затим у Таљезин да би се сусрео са Рајтом, али је видео плакат „California Call You!“, који је на њега оставио јак утисак, тако да се одлучује за југ Калифорније. Године 1929. добио је и америчко држављанство. У Лос Анђелесу је важио за представника интернационалног стила у архитектури у САД. Градио је виле и приватне куће које је уклапао у околину и пејзаж.
Нојтра се заинтересовао за пејзажну архитектуру и у току студија је упознао пејзажног архитекту за хортикултуру Густава Амана с којим се спријатељио. Када је пројектовао виле у Швајцарској 1960-их година, радио је са пејзажним архитектом Ернстом Крамером који је био ученик Густава Амана.
Међу значајне Нојтрине ране радове спада кућа за породицу Лавел; то је чиста скелетна конструкција у стилу европске традиције чији је утемељивач био Адолф Лос.
Од 1949. до 1964. пројектовао је, у сарадњи са Роберт Александром, школске зграде, цркве, пословне зграде и музеје. Од 1960. је започео сарадњу са сином Дионом Нојтром. У пројекте школа са заобљеним основама Нојтра је укључивао и пејзаж. За њега је карактеристично да о архитектури говори као о примењеној физиологији. У избору материјала одлучивао се за природне, а најчешће је користио дрво. Намештај за седење је прилагођавао облицима људског тела као и Алвар Алто, Елијел Саринен и други напредни архитекти.
У својим радовима Нојтра је показао да је усвојио модеран калифорнијски стил специјализујући се на уклапање објеката у пејзаж и баште и инспирисао се нарочито контрастом геометријских форми и природе и створио утисак који је нарочито био изражен на фотографијама његових изведених објеката које је фотографисао Јулијус Шулман. У пројектима како Рајта тако и Нојтре значајну улогу има водена површина. Његове представе су се уклапали у захтеве његових инвеститора. Једна од најпознатијих Нојтриних зграда је зграда за Едгара Кауфмана („Kaufmann Desert House“) из 1946. која је уклопљена у пејзаже у близину Палм Спрингса у Калифорнији. Године 1952. пројектовао је „Moore House“ у Охаи („Ојаи“) у коме доминира рефлектујући мали рибњак и по речима његовог сина Диона зграда плива на воденој башти.
Рихард Нојтра је преминуо 1970. у Вупелталу. Његов рад наставио је његов син Дион, поготово у 1990- тим годинама.
Нојтра је почасни грађанин Беча и у делу града који се назива Леополдау постоји улица са његовим именом.

### Избор из његових дела
- Lovell House, Лос Анђелес, 1927 — 1929.
- Neutra House, Лос Ангелес, 1933. (преградња 1964. )
- Школа „Corona School“, Бел Калифорнија, 1935.
- Desert House, Колорадо, 1946.
- „Case studies“, Калифорнија, 1946—1950.
- Kaufmann House, Палм Спрингс, Калифорнија, 1947.
- Методистичка црква Rivera Methodist Curch, Редондо Бич, Калифорнија, 1958.
- Музеј Lincoln Memorial Museum, Гетисбург, Пенсилванија, 1963.
- Основна школаGrundschule, Лемуре, Калифорниен, 1964.
- Насеље Neutra Siedlung, Morfelden- Valdorf, Немачка, 1964.
- Haus Rentsch, Бернер Оберланд, Швајцарска, 1965.- хортикултура Ернст Крамер
- Haus Bucerius, Тессин, Швајцарска, 1965.- хортикултура Ернст Крамер

## Наслеђе
Нојтрин син Дион је држао канцеларије у Сребрном језеру које је дизајнирао и изградио његов отац отворене као „Richard and Dion Neutra Architecture” у Лос Анђелесу. Пословна зграда Нојтра је наведена у Националном регистру историјских места.
Године 1980, Нојтрина удовица је донирала Ван дер Лиув зграду (VDL истраживачка кућа), тада процењену на 207.500 долара, Државном политехничком универзитету Калифорније, Помона (Кал Поли Помона) да је користе професори и студенти универзитетског Колеџа за дизајн животне средине. Године 2011, Крониш (1954) на 9439 Сансет булевару на Беверли Хилсу израђена по Нојтрином дизајну продата је за 12,8 милиона долара.
Године 2009, изложба „Ричард Нојтра, архитекта: скице и цртежи“ у Централној библиотеци Лос Анђелеса представљала је избор Нојтриних путописних скица, цртежа фигура и приказа зграда. Изложбу о раду архитекте у Европи између 1960. и 1979. године поставила је MARTa Херфорд, Немачка.
Кауфманову пустињску кућу је обновила агенција Marmol Radziner + Associates средином 1990-их.
Фамилија слова Нојтрафејс, коју је дизајнирао Кристијан Шварц за House Industries, заснована је на архитектури и принципима дизајна Ричарда Нојтре.
Године 1977, постхумно је награђен AIA златном медаљом, а 2015. награђен је Златном палмином звездом на Стази звезда у Палм Спрингсу у Калифорнији.

## Публикације
- 1927: Wie Baut Amerika? (How America Builds) (Julius Hoffman)
- 1930: Amerika: Die Stilbildung des neuen Bauens in den Vereinigten Staaten (Anton Schroll Verlag). New Ways of Building in the World [series], vol. 2. Edited by El Lissitzky.
- 1935: „New Elementary Schools for America”. Architectural Forum. 65 (1): 25—36. јануар 1935.
- 1948: Architecture of Social Concern in Regions of Mild Climate (Gerth Todtman)
- 1951: Mystery and Realities of the Site (Morgan & Morgan)
- 1954: Survival Through Design (Oxford University Press)
- 1956: Life and Human Habitat (Alexander Koch Verlag).
- 1961: Welt und Wohnung (Alexander Kock Verlag)
- 1962: Life and Shape: an Autobiography (Appleton-Century-Crofts), reprinted 2009 (Atara Press)
- 1962: Auftrag für morgen (Claassen Verlag)
- 1962: World and Dwelling (Universe Books)
- 1970: Naturnahes Bauen (Alexander Koch Verlag)
- 1971: Building With Nature (Universe Books)
- 1974: Wasser Steine Licht (Parey Verlag)
- 1977: Bauen und die Sinneswelt (Verlag der Kunst)
- 1989: Nature Near: The Late Essays of Richard Neutra (Capra Press)